# Harry Waris
Harry Ilmari Waris, till 1935 Warén, född 5 maj 1893 i Saarijärvi, död 22 november 1973 i Helsingfors, var en finländsk botaniker.
Waris blev filosofie doktor 1923. Han var 1927–1953 professor i botanik vid Åbo universitet, samtidigt prorektor 1941–1945 och rektor 1945–1948; professor i botanik vid Helsingfors universitet 1953–1960.
Han publicerade i talrika vetenskapliga avhandlingar resultaten av sina undersökningar av myrar samt rörande växternas näringsfysiologi.

## Utmärkelser
- Frihetsmedaljens 2. klass,  1918[1]
- Kommendörstecknet av Finlands Lejons orden,  1944[1]
- Frihetskrigets minnesmedalj[2]
- Vinterkrigets minnesmedalj[2]

[Redigera Wikidata]